# Potomotyphlus kaupii
Potomotyphlus kaupii é uma espécie de anfíbio da família Typhlonectidae e a única do género Potomotyphlus. Está presente no Brasil, Colômbia, Peru e Venezuela.